# Stenia midalis
Stenia midalis là một loài bướm đêm trong họ Crambidae.